# Franziskanerinnen von der Buße und der christlichen Liebe
Die Franziskanerinnen von der Buße und der christlichen Liebe sind eine katholische Ordensgemeinschaft von Frauen. Sie zählen zu den Franziskanerinnen.

## Geschichte
Die Kongregation der Franziskanerinnen von der Buße und der christlichen Liebe wurde 1835 von Catharina Damen (1787–1858) in Heythuysen (Niederlande) gegründet. Als Ordensfrau trug Catharina Damen den Namen „Mutter Magdalena“. 1852 kamen die ersten Schwestern nach Deutschland und zwar nach Freckenhorst und nach Hamb bei Sonsbeck. Von Deutschland aus gingen die Schwestern 1872 nach Brasilien und in die USA. Rasch verbreitete sich die Ordensgemeinschaft auch in der damaligen Kolonie Niederländisch-Indien. Dort hatte 1870 eine erste Gruppe von zehn Schwestern ihre Mission begonnen.

## Die Kongregation heute
Heute (Stand 2020) zählt diese Kongregation etwa 1700 Schwestern in den Niederlanden, Deutschland, Italien, Polen, Weißrussland, Indonesien, Philippinen, Osttimor, Tansania, USA, Mexiko und Guatemala. Seit ihren Anfängen hat die Gemeinschaft kein fest umrissenes Arbeitsfeld. Die Schwestern versuchen, mit ihren Möglichkeiten auf die jeweiligen Nöte ihrer Zeit und Umgebung zu reagieren.
Heute hat die Gemeinschaft in Deutschland zwei Provinzen. Die Schwestern werden nach ihrem jeweiligen Provinzialatssitz „Nonnenwerther Franziskanerinnen“ bzw. „Lüdinghauser Franziskanerinnen“ genannt. Provinzialoberin der Lüdinghauser Franziskanerinnen ist seit 2021 Judith Kohorst.

## Selbstverständnis
Ihre entscheidende Aufgabe sieht die Gemeinschaft darin, das Evangelium mitten unter den Menschen zu leben.
In ihrem Generalkapitel haben die Schwestern es so formuliert: „Wie Franz von Assisi und Magdalena Damen, unsere Gründerin, vertrauen wir auf Gottes Güte und Vorsehung. In Ehrfurcht und Achtung gegenüber allem, was Gott geschaffen hat, leben wir das Evangelium in unserer Zeit.“